# Luigi Cella
Luigi Cella detto Gigìn (Piacenza, 23 marzo 1900 – ...) è stato un calciatore italiano, di ruolo centrocampista.

## Caratteristiche tecniche
Giocava come mediano ed era particolarmente abile nel gioco aereo e negli interventi difensivi. Era dotato di un potente lancio su rimessa laterale.

## Carriera
È stato tra i primi calciatori del neonato Piacenza, con cui ha disputato il vittorioso campionato di Promozione 1919-1920. Con i biancorossi emiliani gioca anche le due annate successive di Prima Categoria, per un totale di 15 presenze, e due campionati di Seconda Divisione (il secondo come riserva) dopo la retrocessione a seguito del Compromesso Colombo.
Dopo una breve militanza nella Sorgente, squadra piacentina dei campionati uliciani, nel 1926 torna per un'ultima stagione al Piacenza, nel campionato di Seconda Divisione 1926-1927. Al termine del campionato interrompe l'attività per dedicarsi definitivamente al lavoro di geometra nell'azienda edile del padre.

## Palmarès
- Promozione: 1

Piacenza: 1919-1920